# Doddagoraghatta, Turuvekere
Doddagoraghatta là một làng thuộc tehsil Turuvekere, huyện Tumkur, bang Karnataka, Ấn Độ.